# Wisconsin Central Railway (1897-1954)
Le Wisconsin Central Railroad (sigle de l'AAR: WC) était un chemin de fer américain de classe I dont la création fut initiée par le pouvoir législatif du Wisconsin en 1871. Le Wisconsin Central Railroad (1871-1899) fut loué par le Northern Pacific Railway entre 1889 et 1893. Rebaptisé Wisconsin Central Railway (1897-1954) il fut loué, à partir de 1908, par le Minneapolis, St. Paul and Sault Ste. Marie Railway ou Soo Line (lequel devint une filiale du Canadien Pacifique en 1888) à partir de 1908. Il fut placé en redressement judiciaire en 1932, et fit banqueroute en 1944. Il réapparut en 1954 sous le nom de Wisconsin Central Railroad (1954-1961). En 1961, le Canadien Pacifique décida de le fusionner avec d'autres filiales américaines pour former le Soo Line Railroad.

## Les origines
Le Wisconsin Central Railroad fut créé en février 1871, et la majorité de ses droits de circulation fut accordée grâce à une subvention fédérale (la seule qui fut octroyée dans le Wisconsin). Il relia Ashland en 1877, St. Paul en 1884, Chicago en 1886 et Superior en 1908. Son indépendance fut brève car à partir de 1889 il fut loué par le Northern Pacific Railroad. Ce dernier fit construire dans le style romanesque, la gare de Grand Central Station à Chicago. Lors de la faillite du Northern Pacific en 1893, la location du WC prit fin et le Baltimore and Ohio Railroad en profita pour racheter les biens du WC situés à Chicago, incluant la gare Grand Central Station. En 1897, il prit le nom de Wisconsin Central Railway.

## Le contrôle canadien
Le Canadien Pacifique, via sa filiale américaine Minneapolis, St. Paul and Sault Ste. Marie Railway (SOO) constituée en 1888, et plus connue sous le nom de Soo Line, prit le contrôle du WC à partir de 1908. Le Wisconsin Central fut placé en redressement judiciaire en 1932, et le Soo devint le véritable exploitant. Le WC fut déclaré en banqueroute en 1944, entrainant la réorganisation du Soo Line en Minneapolis, St. Paul and Sault Ste. Marie Railroad. Après sa réorganisation, le WC réapparut en 1954 sous le nom de Wisconsin Central Railroad. 
Le 30 décembre 1960, la fusion du Minneapolis, St. Paul and Sault Ste. Marie Railroad, du Wisconsin Central Railroad, et du  Duluth, South Shore and Atlantic Railway donna naissance à Soo Line Railroad. Ce dernier intégra totalement le WC en 1961.  
Le 21 février 1985, le Soo Line prit le contrôle du Chicago, Milwaukee, St. Paul and Pacific Railroad (Milwaukee Road); mais pour financer cette acquisition, le Soo Line dû vendre sa filiale Lake States Transportation Division (représentant environ 3200 km), constituée notamment de la ligne Chicago/Twin Cities de l'ex-Wisconsin Central) le 4 avril 1987, à des investisseurs qui le rebaptisèrent Wisconsin Central Ltd.. 
Le 9 octobre 2001, le Wisconsin Central Ltd fut racheté par le Canadien National. 